# Amtsbezirk Enns
Der Amtsbezirk Enns war eine Verwaltungseinheit im Traunkreis in Oberösterreich.
Der Amtsbezirk war der Kreisbehörde in Steyr unterstellt und besorgte deren Amtsgeschäfte vor Ort. Die Zuständigkeit erstreckte sich neben Enns auf die damaligen Gemeinden Asten, Hargelsberg, Kronstorf und Lorch und umfasste damals eine Stadt und 47 Dörfer.